# Литау
Литау (њем. Lütau) општина је у њемачкој савезној држави Шлезвиг-Холштајн. Једно је од 131 општинског средишта округа Херцогтум Лауенбург. Према процјени из 2010. у општини је живјело 720 становника. Посједује регионалну шифру (AGS) 1053087.

## Географски и демографски подаци
Литау се налази у савезној држави Шлезвиг-Холштајн у округу Херцогтум Лауенбург. Општина се налази на надморској висини од 31 метра. Површина општине износи 11,2 km². У самом мјесту је, према процјени из 2010. године, живјело 720 становника. Просјечна густина становништва износи 64 становника/km².